# زواره (لیبی)
زُواره شهری است بندری در شمال باختری لیبی در ۶۰ کیلومتری مرز تونس.
این شهر ۴۵ هزار نفر جمعیت دارد و فاصله آن از طرابلس، پایتخت لیبی ۱۰۹ کیلومتر است.
بیشتر مردم آن از قوم بربر زواره هستند که مذهب اباضی دارند و به زبان بربری زناتی سخن می‌گویند.
واژه زواره از واژه بربری (آمازیغی) زواغه گرفته شده که به معنی «آزادگان» است و آمازیغ‌ها خود را این‌گونه می‌نامیدند.